# Џеки Стјуарт
Сер Џон Јанг „Џеки“ Стјуарт (енгл. Sir John Young "Jackie" Stewart; Милтон, 11. јун 1939) је британски спортски аутомобилиста и троструки светски првак у Формули 1. Освајао је шампионске титуле у оквиру ФИА шампионата 1969, 1971. и 1973. године. Више титула од њега имају Хамилтон, Фетел, Шумахер, Верстапен, Фанђо и Прост. Оснивач је формула 1 тима Стјуарт Гран При. Са надимком „Летећи Шкот“, такмичио се у Формули 1 између 1965. и 1973. године.
Изван Формуле 1, за длаку му је измакла победа у свом првом покушају на Индијанаполису 500 1966. и такмичио се у Кан-Ам серији 1970. и 1971. Између 1997. и 1999. године, у партнерству са својим сином Полом, он је био је директор тркачког тима Формуле 1 Стјуарт Гранд При.
Након повлачења из трка, Стјуарт је био спортски коментатор телевизијске мреже АБЦ за аутомобилске трке, покривајући Индијанаполис 500 више од једне деценије, и за неколико летњих Олимпијских игара покривајући многе догађаје. Стјуарт је такође служио као портпарол телевизијских реклама за Форд Мотор компанију и Хејнекен пиво.
Стјуарт је такође имао кључну улогу у побољшању безбедности моторних трка, у кампањи за боље медицинске установе и побољшања стаза на стазама за мото-трке.
Након смрти Џона Суртиса 2017, он је последњи преживели светски шампион Формуле 1 из 1960-их. Он је такође најстарији живи победник Формуле 1 након смрти Тонија Брукса 3. маја 2022.

## Младост
Стјуарт је рођен у Милтону, Данбартоншир, у Шкотској, селу петнаест миља западно од Глазгова. Стјуартова породица се бавила продајом Астин, а касније и Јагуар,  аутомобила и изградили су успешан посао. Његов отац је био аматерски мотоциклистички тркач, а његов брат Џими је био тркач са локалном репутацијом који је возио за Екјури Екос и такмичио се на Великој награди Велике Британије 1953. у Силверстону.
Џеки је похађао основну школу Хартфилд у оближњем граду Дамбартону, а са 12 година се преселио на академију Дамбартон. Имао је потешкоћа у учењу због недијагнозиране дислексије, а због тога што стање није било схваћено или чак широко познато у то време. Он је био редовно грђен и понижаван од стране наставника и вршњака због тога што га сматрали „приглупим“ и „тупавим“. Стјуарт није могао да настави своје средње образовање након 16 година и почео је да ради у очевој гаражи као механичарски шегрт. Дислексија му је заправо дијагносзирана тек 1980. године, када је његовом најстаријем сину Марку дијагнозирано то стање. Када је сазнао да се дислексија може генетски пренети, и видевши веома сличне симптоме код свог сина које је искусио као дете, Стјуарт је питао да ли може да се тестира и утврђено је да има поремећај, када му је била 41 година. Рекао је: „Када имате дислексију и нађете нешто у чему сте добри, улажете више у то него било ко други; не можете размишљати на начин паметних људи, тако да увек неконвенцијално размишљате."
Са 13 година победио је на такмичењу у гађању глинених голубова, а затим је постао награђивани члан шкотског стрељачког тима, такмичећи се у Уједињеном Краљевству и иностранству. Освојио је британско, ирско, велшко и шкотско првенство у стрељаштву и два пута освајао шампионат Европе звани „Куп нација”. Он се такмичио за место у британском тиму у гађању трапа за Летње олимпијске игре 1960. године, али је завршио трећи иза Џозефа Витера и Брета Хатарта.
Стјуартов први аутомобил био је светлозелени Астин А30 са „правом кожом [пресвученим] седиштима“ који је купио непосредно пре свог седамнаестог рођендана за 375 фунти, што је детаљ којег је могао да се сети за интервју шездесет година касније. За куповину је уштедео од напојница које је добијао за посао у породичној гаражи.
Прихватио је понуду Барија Филера, клијента породичног предузећа, да тестира неколико његових аутомобила у Олтон Парку. За 1961, Филер је обезбедио Маркоса, у којем је Стјуарт постигао четири победе, и једном се такмичио у Филеровом Астон DB4GT. Године 1962, да би помогао у одлучивању да ли је спреман да постане професионални возач, тестирао је Јагуар Е-типе у Олтон Парку, при чему је остварио времену Роја Салвадорија у сличном аутомобилу годину дана раније. Победио је у две трке, своју прву у Енглеској, у Е-типу, а Дејвид Мареј из Екјури Екосија му је понудио вожњу у Тоџеру ЕЕ Мк2 и њиховом Куперу Т49, у којем је победио у Гудвуду. За 1963. зарадио је четрнаест победа, другу и две трећине, уз шест прекида.
Године 1964. поново је потписао уговор са Екјури Екоси. Кен Тирел, који је тада водио тим Формуле Јуниор за компанију Купер ауто, чуо је за младог Шкота од Гудвудовог менаџера стазе и позвао Џимија Стјуарта да види да ли је његов млађи брат заинтересован за пробу. Џеки је дошао на тест у Гудвуду, преузимајући нову, и веома конкурентну, Формулу три Т72-БМЦ коју је тестирао Брус Макларен. Убрзо је Стјуарт поправљао Маклареново време, због чега се Макларен вратио на стазу за неколико бржих кругова. Опет, Стјуарт је био бржи, и Тирел је понудио Стјуарту место у тиму.

## Тркачки рекорди

### Резиме каријере
| Сезона | Серија                                                  | Тим                            | Трке | Побед | Стубови | F/кругови | Подијуми | Поени | Позиција |
| ------ | ------------------------------------------------------- | ------------------------------ | ---- | ----- | ------- | --------- | -------- | ----- | -------- |
| 1964   | Британска формула три                                   | Тајрелова тркачка организација | 8    | 7     | 4       | 7         | 7        | 54    | 1.       |
| 1964   | Француска формула три                                   | Тајрелова тркачка организација | ?    | ?     | ?       | ?         | ?        | 0     | NC       |
| 1964   | Француски трофеји                                       | Тим Лотус                      | 3    | 0     | 0       | 0         | 2        | 12    | 5.       |
| 1964   | Британска формула три                                   | Тим Лотус                      | 2    | 1     | 0       | 0         | 2        | 0     | NC       |
| 1964   | Шампионат британских салонских кола – класа Б           | Ред Роуз Моторс                | 2    | 0     | 0       | 0         | 0        | 4     | 6.       |
| 1965   | Формула један                                           | Овенова тркачка организација   | 10   | 1     | 0       | 0         | 5        | 33    | 3.       |
| 1965   | Британска формула дава                                  | Тајрелова тркачка организација | 4    | 0     | 0       | 1         | 1        | 6     | 8.       |
| 1965   | Француски трофеји                                       | Тајрелова тркачка организација | 3    | 0     | 1       | 0         | 0        | 4     | 9.       |
| 1965   | 24 сата Ле Мана                                         | Овенова тркачка организација   | 1    | 0     | 0       | 0         | 0        | N/A   | 10.      |
| 1966   | Формула један                                           | Овенова тркачка организација   | 8    | 1     | 0       | 0         | 1        | 14    | 7.       |
| 1966   | Тасманска серија                                        | Овенова тркачка организација   | 8    | 4     | 3       | 5         | 5        | 45    | 1.       |
| 1966   | Трофеји Француске                                       | Тајрелова тркачка организација | 4    | 0     | 0       | 0         | 0        | 8     | 5.       |
| 1966   | Кан-Ам                                                  | Мекомова тркачка предузећа     | 2    | 0     | 0       | 0         | 0        | 0     | NC       |
| 1966   | USAC ауто шампионат                                     | Мекомова тркачка предузећа     | 1    | 0     | 0       | 0         | 0        | 0     | NC       |
| 1966   | Британска формула два                                   | Тајрелова тркачка организација | 1    | 0     | 0       | 0         | 0        | 0     | NC       |
| 1967   | Формула један                                           | Овенова тркачка организација   | 11   | 0     | 0       | 0         | 2        | 10    | 9.       |
| 1967   | Тасманска серија                                        | Овенова тркачка организација   | 6    | 2     | 3       | 1         | 2        | 18    | 2.       |
| 1967   | Европска формула два                                    | Тајрелова тркачка организација | 5    | 1     | 1       | 1         | 3        | 0     | NC‡      |
| 1967   | USAC ауто шампионат                                     | Мековома тркачка предузећа     | 1    | 0     | 0       | 0         | 0        | 0     | NC       |
| 1968   | Формула један                                           | Међународна Мантра             | 10   | 3     | 0       | 2         | 4        | 36    | 2.       |
| 1969   | Формула један                                           | Међународна Мантра             | 11   | 6     | 2       | 5         | 7        | 63    | 1.       |
| 1969   | Европска формула два                                    | Међународна Мантра             | 4    | 2     | 0       | 2         | 4        | 0     | NC‡      |
| 1970   | Формула један                                           | Тајрелова тркачка организација | 13   | 1     | 4       | 0         | 4        | 25    | 5.       |
| 1970   | Шампионат британског салона аутомобила – Класа Ц        | Тим Броадспид                  | 1    | 0     | 1       | 1         | 0        | 0     | NC       |
| 1970   | Кан-Ам                                                  | Чапарал ауто инк.              | 1    | 0     | 0       | 1         | 0        | 0     | NC       |
| 1971   | Формула један                                           | Елф Тим Тајрел                 | 11   | 6     | 6       | 3         | 7        | 62    | 1.       |
| 1971   | Кан-Ам                                                  | Карл Хасови тркачи             | 10   | 2     | 2       | 1         | 4        | 76    | 3.       |
| 1972   | Формула један                                           | Елф Тим Тајрел                 | 11   | 4     | 2       | 4         | 5        | 45    | 2.       |
| 1973   | Формула један                                           | Елф Тим Тајрел                 | 14   | 5     | 3       | 1         | 8        | 71    | 1.       |
| 1973   | Шампионат европских турнирских аутомобила – Дивизија II | Форд Келн                      | 3    | 0     | 1       | 0         | 0        | 0     | NC       |

‡ Оцењени возачи не испуњавају услове за бодовање Европског првенства у Формули два